# Chance Perdomo
Chance Perdomo (* 19. Oktober 1996 in Los Angeles, Kalifornien; † 29. März 2024) war ein britischer Schauspieler und Model. Bekannt wurde er vor allem durch seine Rolle als Ambrose Spellman in der Netflix-Serie Chilling Adventures of Sabrina.

## Leben
Perdomo wurde 1996 in Los Angeles geboren und wuchs in Southampton, England auf. Nach der Schulzeit begann er ein Studium der Rechtswissenschaft, bevor er 2017 mit einer Rolle in der CBBC-Fernsehserie Hetty Feather eine Schauspielkarriere einschlug. Ab 2018 spielte er in der Netflix-Serie Chilling Adventures of Sabrina mit. Er bewarb sich ursprünglich um die Rolle des Jughead Jones für die Serie Riverdale, doch die Rolle ging letztlich an Cole Sprouse. Der Produzent Roberto Aguirre-Sacasa, der für beide Serien als Showrunner verantwortlich ist, war von Perdomos Vorsprechen so beeindruckt, dass er ihm die Rolle des Ambrose Spellman anbot. 2018 spielte er die Hauptrolle im BBC-Fernsehfilm Killed by My Debt, wofür er eine BAFTA-Nominierung als bester Schauspieler erhielt.
Perdomo lebte in London. Er starb Ende März 2024 im Alter von 27 Jahren an den Folgen eines Motorradunfalls.

## Filmografie
- 2016: Longfield Drive (Kurzfilm)
- 2017: The Importance of Skin (Kurzfilm)
- 2017: Hetty Feather (Fernsehserie, Folge 3x10)
- 2018: Shakespeare & Hathaway – Private Investigators (Shakespeare & Hathaway, Fernsehserie, Folge 1x08)
- 2018: Killed by My Debt (Fernsehfilm)
- 2018–2020: Chilling Adventures of Sabrina (Fernsehserie)
- 2019: Inspector Barnaby (Midsomer Murders) Fernsehserie, Staffel 20, Folge 2: Schmetterlinge sterben früh (Death Of The Small Coppers)
- 2022: After Ever Happy
- 2023: Generation V (Gen V, Fernsehserie)